# آئورتیت

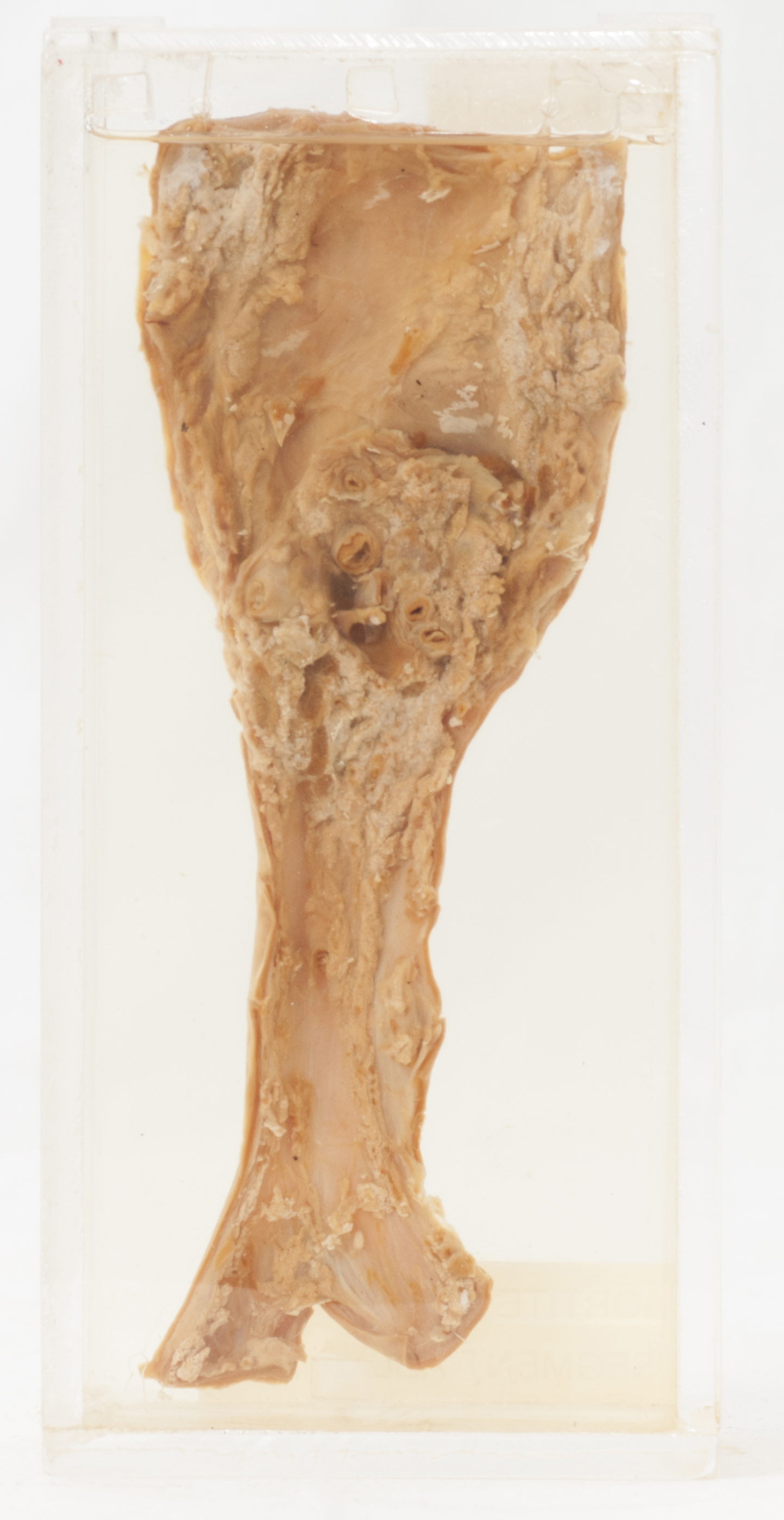
تشخیص: آئورتیت سیفلیس. توضیحات: قلب بسیار بزرگ با هیپرتروفی متوسط میوکارد و اتساع چهار حفره. اتساع جزئی قسمت پروگزیمال صعودی آئورت، قوس آئورت و بخشی از آئورت نزولی همراه با اتساع جزئی دریچه آئورت و باریک شدن روزنه‌های عروق کرونر. شرح میکروسکوپی: اسکلروز میوکارد خفیف و آئورتیت سیفلیس با آتروماتوز خفیف. سال نمونه گیری: 1946

آئورتیت، به التهاب دیواره آئورت گفته می‌شود که شرایط نادری است که شیوع آن ۱ تا ۳ نفر در هر میلیون در ایالات متحده و اروپا است.  آئورتیت رنج سنی ۱۰ تا ۴۰ سال را درگیر می‌کند.